# Kuzemivka, Svatove
Kuzemivka (în ucraineană Куземівка) este localitatea de reședință a comunei Kuzemivka din raionul Svatove, regiunea Luhansk, Ucraina.

## Demografie
Componența lingvistică a localității Kuzemivka
     Ucraineană (95,5%)
     Rusă (4,21%)
     Alte limbi (0,15%)
Conform recensământului din 2001, majoritatea populației localității Kuzemivka era vorbitoare de ucraineană (95,5%), existând în minoritate și vorbitori de rusă (4,21%).